# صومعه سانتا کلارا (کیتو)
صومعه سانتا کلارا (به اسپانیایی: Monasterio de Santa Clara) یکی از صومعه‌های تاریخی شهر کیتو در اکوادور است. بنای آن در سال ۱۵۹۶ تأسیس شده است و در مرکز تاریخی کیتو قرار دارد.